# New and Emerging Respiratory Virus Threats Advisory Group
El New and Emerging Respiratory Virus Threats Advisory Group (NERVTAG o Grup consultiu per a amenaces de virus respiratoris nous i emergents) és un òrgan consultiu que assessora el principal United Kingdom Government's Chief Medical Advisor (assessor mèdic del govern del Regne Unit) / Chief Medical Officer for England Director (director mèdic d'Anglaterra), que al seu torn assessora el Departament de Salut i Assistència Social i els ministres pertinents sobre les amenaces de infeccions de les vies respiratòries de tipus víric. L'organisme va substituir el Scientific Pandemic Influenza Advisory Committee (SPI o Comitè consultiu científic de la grip pandèmica del Regne Unit) com a part d'un moviment per ampliar l'abast per cobrir l'amenaça d'altres virus respiratoris, a més de les pandèmies de grip. La reunió inaugural es va celebrar el 19 de desembre de 2014, on es van acordar els termes de referència. El grup fa alguns anys que assessora el Departament de Salut i ara es publiquen regularment actes de reunions, que es remunten al 2014. A partir del 2020, el grup ha assessorat específicament sobre la pandèmia de la COVID-19.